# Sydney van Hooijdonk
Sydney van Hooijdonk (Breda, 6 de febrero de 2000) es un futbolista neerlandés que juega como delantero en el NAC Breda de la Eredivisie.

## Trayectoria
Debutó en liga con el NAC Breda el 5 de octubre de 2018 en la derrota a domicilio por 2-1 ante el F. C. Utrecht en la Eredivisie, siendo sustituido en el Minuto 90, en sustitución del central y mediocentro defensivo estonio, Karol Mets. La temporada 2018-19 del NAC Breda acabó con el descenso de la máxima categoría, al conseguir solo 5 victorias y 8 empates, y terminar con 23 puntos. Descendió oficialmente a la Eerste Divisie, tras caer a domicilio por 2-1 ante el S. C. Heerenveen el 12 de mayo de 2019, después de no clasificarse para los play-offs de la Eredivisie 2018-19. Durante esa temporada disputó un total de 12 partidos de liga desde el banquillo, pero no marcó ni dio ninguna asistencia de gol.
En la temporada 2019-20 de la Eerste Divisie volvió a empezar desde el banquillo, pero muy pronto empezó a jugar partidos completos de forma semirregular, disputando 25 partidos, marcando 6 goles y asistiendo a otros 2. La mayor parte de sus goles y asistencias se produjeron durante el 1.er periodo, y fue aclamado por ser una fuerza motriz para que el NAC Breda lo ganara. Sin embargo, el club no pudo utilizar la plaza de playoff que había ganado, ya que la temporada fue abandonada por la Real Asociación Neerlandesa de Fútbol el 24 de abril de 2020, tras una suspensión que el Gobierno neerlandés emitió el 12 de marzo de 2020 debido a la pandemia mundial de COVID-19.
En la temporada 2020-21 de la Eerste Divisie se convirtió en un jugador clave para el NAC Breda a pesar de sufrir varias lesiones leves, consiguiendo 16 goles y 2 asistencias en 31 partidos (incluidos los de los play-offs de la Eredivisie 2020-21, en los que su club cayó derrotado en la final por 2-1 en casa ante el NEC Nimega).  Su contrato expiraba al final de la temporada 2020-21, y atraía el interés de clubes como el Celtic F. C. y el Nottingham Forest F. C., probablemente debido a que se trata de clubes en los que jugó su padre. Sin embargo, tal vez debido a las nuevas normas de permisos de trabajo emitidas por el Ministerio del Interior en el Reino Unido tras el Brexit (que se basa en puntos y se calcula en función de varios factores, como apariciones internacionales juveniles/mayores, clasificación del club/clasificación en la liga y apariciones del club), estos acuerdos no se materializaron y abandonó el NAC Breda al final de la temporada, convirtiéndose en agente libre.
El 3 de julio de 2021 fichó por el Bologna F. C. de la Serie A en transferencia libre, con un contrato que podría mantenerle en el club hasta el final de la temporada 2024-25. En la temporada 2021-22 de la Serie A solo disputó 4 partidos con su club (cada aparición desde el banquillo, y cada una de ellas sin goles ni asistencias).
El 25 de enero de 2022 fichó por el S. C. Heerenveen en calidad de cedido hasta el final de la temporada 2021-22, a pesar de las reservas iniciales sobre su regreso a los Países Bajos. En la temporada 2021-22 de la Eredivisie tuvo un impacto definitivo mientras estaba cedido en el S. C. Heerenveen, obteniendo 6 goles y 1 asistencia en 13 apariciones, y despertó el interés del director técnico del Heerenveen, Ferry de Haan, que se puso en contacto con el Bolonia F. C. para interesarse por su disponibilidad.
El 21 de junio de 2022 se informó de que el Bolonia estaba considerando añadir jugadores (incluido Van Hooijdonk) a un posible acuerdo por el delantero noruego del F. C. Groningen, Jørgen Strand Larsen. Se apresuró a distanciarse del rumoreado acuerdo, probablemente debido a que el club es rival del Heerenveen. El 30 de junio de 2022 expiró su contrato de préstamo con el Heerenveen y regresó al Bolonia F. C. El 25 de julio de 2022, regresó al S. C. Heerenveen en calidad de cedido hasta el final de la temporada 2022-23 de la Eredivisie. En la temporada 2022-23 de la Eredivisie ha marcado 16 goles y ha dado 1 asistencia en 30 partidos.

## Vida personal
Es hijo del exfutbolista internacional neerlandés Pierre van Hooijdonk. Es descendiente de marroquíes por vía paterna.

## Estadísticas

### Clubes
Actualizado al último partido disputado el 14 de enero de 2024.
| Club                            | Div.          | Temporada     | Liga  | Liga  | Liga   | Copas nacionales | Copas nacionales | Copas nacionales | Copas internacionales | Copas internacionales | Copas internacionales | Total | Total | Total  |
| Club                            | Div.          | Temporada     | Part. | Goles | Asist. | Part.            | Goles            | Asist.           | Part.                 | Goles                 | Asist.                | Part. | Goles | Asist. |
| ------------------------------- | ------------- | ------------- | ----- | ----- | ------ | ---------------- | ---------------- | ---------------- | --------------------- | --------------------- | --------------------- | ----- | ----- | ------ |
| NAC Breda · Países Bajos        | 1.ª           | 2018-19       | 12    | 0     | 0      | 0                | 0                | 0                | —                     | —                     | —                     | 12    | 0     | 0      |
| NAC Breda · Países Bajos        | 2.ª           | 2019-20       | 25    | 6     | 2      | 2                | 1                | 0                | —                     | —                     | —                     | 27    | 7     | 2      |
| NAC Breda · Países Bajos        | 2.ª           | 2020-21       | 31    | 16    | 2      | 0                | 0                | 0                | —                     | —                     | —                     | 31    | 16    | 2      |
| NAC Breda · Países Bajos        | Total club    | Total club    | 68    | 22    | 4      | 2                | 1                | 0                | 0                     | 0                     | 0                     | 70    | 23    | 4      |
| Bologna F. C. 1909 · Italia     | 1.ª           | 2021-22       | 4     | 0     | 0      | 1                | 0                | 0                | —                     | —                     | —                     | 5     | 0     | 0      |
| S. C. Heerenveen · Países Bajos | 1.ª           | 2021-22       | 15    | 7     | 1      | —                | —                | —                | —                     | —                     | —                     | 15    | 7     | 1      |
| S. C. Heerenveen · Países Bajos | 1.ª           | 2022-23       | 35    | 16    | 1      | 4                | 3                | 0                | —                     | —                     | —                     | 39    | 19    | 1      |
| S. C. Heerenveen · Países Bajos | Total club    | Total club    | 50    | 23    | 2      | 4                | 3                | 0                | 0                     | 0                     | 0                     | 54    | 26    | 2      |
| Bologna F. C. 1909 · Italia     | 1.ª           | 2023-24       | 9     | 0     | 0      | 2                | 1                | 0                | —                     | —                     | —                     | 11    | 1     | 0      |
| Bologna F. C. 1909 · Italia     | Total club    | Total club    | 13    | 0     | 0      | 3                | 1                | 0                | 0                     | 0                     | 0                     | 16    | 1     | 0      |
| Total carrera                   | Total carrera | Total carrera | 131   | 45    | 6      | 9                | 5                | 0                | 0                     | 0                     | 0                     | 140   | 50    | 6      |